# ユメミルクスリ
『ユメミルクスリ』は、2005年12月22日にrúfから発売されたアダルトゲーム。

## あらすじ
何事もそつなくこなし、勉強も遊びもバイトもそれなりに…。楽しくないわけじゃないけれど、なんとなく退屈な日常を送っていた主人公・加々見公平。
ある時、彼は3人の風変わりな少女たちと出会う。
いずれ劣らぬ変わり者ぞろい。
「彼女たちと関わってはならない。“普通”の日常を続けたいのなら」。彼の本能は、そう警告するのだが…。

## 主要登場人物
加々見公平（かがみ こうへい）
本作品の主人公。心穏やかで純朴な普通の学生であるが、自分を取巻く日常に退屈している。
コンビニでアルバイトをしている。
白木 あえか（しらき あえか）
声：柚木かなめ
転校生。自己紹介アピールに失敗して以降、クラスから浮いた（いじめられる）存在となっている。
桐宮 弥津紀（きりみや みづき）
声：一色ヒカル
生徒会長。容姿端麗、成績優秀だが、根がダメ人間である。将来を悩んでいる。
ケットシー・ねこ子
声：茶谷やすら
自称「夜の妖精」。繁華街で主人公と出会う。子供番組に出てくるようなメルヘンな服装をしていて、理屈の通らない発言を繰り返す。
自分は今、妖精の国へ帰る所だと公平にうちあけ、夜の繁華街をうろつく。
加々見 綾（かがみ あや）
声：七原ことみ
公平の義理の妹。ブラコン。攻略対象外のキャラクターではあるが、ちょっとエッチなCGは数枚用意されている。
南条 京香（なんじょう きょうか）
声：吉川華生
公平のクラスメイト。可愛いが人の輪の中心に収まらないと気がすまない性格で、押しが強い。あえかを虐める集団の中心的存在である。
公平は心の中で「アントワネット」という蔑称で呼んでいる。
狭山 みさき（さやま みさき）
声：理多
公平のクラスメイト。公平の隣の席に座っている。話はする程度で、それほど仲が良い訳ではない。
椿 弘文（つばき ひろふみ）
声：杉崎和哉
アルバイト先の先輩。容姿端麗、博識で心優しく、頼もしい先輩だがエロゲーオタクで同性愛者。公平の中ではエロゲイという尊称で呼ばれている。
佐倉井 宏子（さくらい ひろこ）
声：???
図書委員の女の子。
薬師寺 概人
不良生徒で、現在停学中である。

## スタッフ
- 企画：田中ロミオ
- 原画：はいむらきよたか
- シナリオ：ユメミルクスリ製作委員会
- 音楽：Funczion SOUNDS

## 主題歌
「せかいにさよなら」
作詞：MYU / 作曲：Funczion / 歌：Marica